# Geokichla cameronensis
El zorzal camerunés (Geokichla cameronensis) es una especie de ave paseriforme de la familia Turdidae que vive principalmente en África Central. 
La subespecie Z. c. kibalensis de los bosques de Uganda occidental a veces se considera una especie aparte.

## Distribución y hábitat
Se encuentra principalmente en las selvas de montaña de Camerún, Guinea Ecuatorial, Gabón República Democrática del Congo y Uganda.

## Descripción
Mide 18 cm de longitud. El plumaje de las partes superiores es castaño grisáceo con la corona fusca y el de las inferiores rufo con una mancha blanca en el vientre. El rostro es color canela claro con una línea negra vertical a diagonal sobre el ojo y una mancha o línea negra sobre el oído. Presenta barras negras, blancas en las alas. El crísum es blanco y las puntas de la cola negruzcas.